# Agave sebastiana
Agave sebastiana ist eine Pflanzenart aus der Gattung der Agaven (Agave). Ein englischer Trivialname ist „Cedros Island Agave“.

## Beschreibung
Agave sebastiana wächst einzeln, bildet einen kurzen Stamm bis 1,5 m Höhe, oder formt große, kompakte Gruppen. Die breit linealischen, eiförmigen, spitz zulaufenden, steifen, grünen, grau bis bläulichen Blätter sind 25 bis 45 cm lang und 8 bis 25 cm breit und mit Abdrücken der Knospe versehen. Die dunkelbraunen Blattränder sind hornig. Die kräftigen Zähne sind unregelmäßig angeordnet. Der schwarze bis graue Enddorn wird 2 bis 3 cm lang.
Der rispige, gerade, weit ausgebreitete, flache Blütenstand wird 2 bis 3 m hoch. Die zahlreichen gelbfarbenen Blüten erscheinen in der oberen Hälfte bis zum Ende des Blütenstandes an kurzen, variablen Verzweigungen und sind 70 bis 90 mm lang. Die trichterförmige Blütenröhre ist 14–25 mm lang.
Die eiförmigen bis länglichen dreikammerigen Kapselfrüchte sind 6 bis 8 cm lang und bis 3 cm breit. Die glänzenden, schwarzen Samen sind 7 bis 11 mm lang.
Die Blütezeit reicht von März bis Mai.

## Systematik und Verbreitung
Agave sebastiana ist in Mexiko in Zentral Baja Kalifornien Süd in Cedros Island und Umgebung in trockenen Regionen verbreitet. Sie ist vergesellschaftet mit zahlreichen Sukkulenten- und Kakteen Arten.
Die Erstbeschreibung durch Edward Lee Greene ist 1885 veröffentlicht worden. Einige der zahlreichen Synonyme von Agave sebastiana Greene sind Agave shawii var. sebastiana (Trel.) Gentry (1949) und Agave disjuncta Trel. (1912).
Agave sebastiana ist ein Vertreter der Gruppe Umbelliflorae. Sie wächst in Mexiko in Zentral Baja Kalifornien Süd in Cedros Island und Umgebung. Die Niederschläge der Region betragen unter 100 mm im Jahr. Typisch sind die solitär wachsenden oder gruppenbildenden kurz stammbildenden Pflanzen. Sie ähnelt der in der Nähe vorkommenden Agave shawii subsp. goldmaniana, die jedoch einen breiteren Blütenstand besitzt. Sie ist nahe verwandt mit der im nördlichen Teil der Halbinsel vorkommenden Agave shawii, jedoch sind Unterschiede der Blatt- und Blütenstruktur erkennbar.